# Paso de Las Piedras
Paso de Las Piedras é uma junta de governo da província de Entre Ríos, na Argentina.